# 熱塩加納村
熱塩加納村（あつしおかのうむら）は、福島県耶麻郡にあった村である。北は山形県に接する。
有機農業の里として、また熱塩温泉および日中温泉の所在する村として知られていた。
2006年1月4日に、喜多方市および耶麻郡塩川町・山都町・高郷村と合併し、新しい喜多方市の合併特例区の一つとなり、普通地方公共団体としては廃止された。現在の喜多方市熱塩加納町域に相当する。
また、「熱塩加納」の画数は43画であり、当村が普通地方公共団体として廃止された2006年1月時点では、日本で最も画数の多い市町村名であった（現在は栃木県那須塩原市の42画）。

## 地理
飯豊山地から会津盆地北部にかけての地域である。
- 山 ：飯森山
- 河川：押切川、濁川、五枚沢川
- 湖沼：日中ひざわ湖（日中ダムのダム湖）

## 歴史

### 沿革
- 1889年（明治22年）4月1日 – 町村制の施行により熱塩村と加納村が成立する。
- 1938年（昭和13年） – 日中線が喜多方駅から熱塩駅まで開通し現在の村域には会津加納駅と熱塩駅が誕生した。
- 1954年（昭和29年）3月31日 – 熱塩村と加納村および朝倉村の一部（板ノ沢・瀬戸尻・村杉）が合併し熱塩加納村が成立する。
- 1984年（昭和59年） - 日中線が全線廃止、バス転換となる。
- 2006年（平成18年）1月4日 – 喜多方市および耶麻郡塩川町・山都町・高郷村と合併し、新たな「喜多方市」の合併特例区・喜多方市熱塩加納町となる。

## 交通

### 鉄道
昭和13年（1938年）に開通した国鉄日中線が福島県喜多方市の喜多方駅と当村を結んでいた。会津加納駅および熱塩駅がこの村にあった。
日中線は昭和59年（1984年）に廃止となり、以後は当村への公共交通機関は喜多方市内などから発着するバスのみとなった。
国鉄日中線は、末期には列車が一日に3往復で乗降客は少なかった。

### 道路
- 一般国道
  - 国道121号

## 地域

### 教育
- 熱塩加納村立会北中学校（現在は喜多方市立）
- 熱塩加納村立熱塩小学校（現在は喜多方市立）
- 熱塩加納村立加納小学校（現在は喜多方市立）

## 名所・旧跡・観光スポット・祭事・催事
- 熱塩温泉
- 日中温泉
- 旧熱塩駅（鉄道公園）

## 出身有名人
- 遠藤直人（兵庫県知事）
- 山口信也（熱塩加納村村長（1998-2006 喜多方市合併まで）、元喜多方市市長（2010年より2期））
- 瓜生岩子 「日本のナイチンゲール」と呼ばれる